# Eclectic Taste - Before and After I Turned 80
Eclectic Taste - Before and After I Turned 80 è un album di Sergio Coppotelli.

## Tracce
1. Just In My Age
2. Walking In The Park
3. My Greatest And Last Love
4. Giant Steps
5. La Trottola
6. Summer Dream
7. My Favorite Things
8. E Non Sbattere La Porta
9. Un Altro Giorno Senza Te
10. Samba Love Brasil
11. My Favorite And Romantic Waltz
12. Persone

## I musicisti
- Sergio Coppotelli: chitarra
- Roberto Gatto: batteria
- Giampaolo Ascolese: batteria
- Giovanni Tommaso: contrabbasso
- Stefano Cantarano: contrabbasso
- Pino Jodice: piano
- Cinzia Gizzi: piano
- Maurizio Giammarco: sax
- Ada Montetllanico: voce
- Joy Garrison: voce